# Serianus dolosus
Espèce
Serianus dolosus est une espèce de pseudoscorpions de la famille des Garypinidae.

## Distribution
Cette espèce est endémique du Nouveau-Mexique aux États-Unis. Elle se rencontre dans les monts Manzano, monts Sandia et monts Ortiz.

## Description
Le mâle holotype mesure 2,2 mm et la femelle paratype 2,7 mm, les mâles mesurent de 2,15 à 2,3 mm

## Publication originale
- Hoff, 1956 : Diplosphyronid pseudoscorpions from New Mexico. American Museum Novitates, no 1780, p. 1-49 (texte intégral).